# Allactaga
Allactaga is een geslacht van zoogdieren uit de familie van de jerboa's (Dipodidae). De wetenschappelijke naam van het geslacht werd in 1836 gepubliceerd door Frédéric Cuvier.

## Soorten
Er worden 2 soorten in dit geslacht geplaatst:
- Allactaga major (Kerr, 1792) – Grote paardenspringmuis
- Allactaga severtzovi Vinogradov, 1925